# 帯工
帯工（おびこう）とは、構造物の一種である。
局所的な浸食を防止し、河床の高さを一定に保つ目的で設置する小型のダム型の構造物。
砂防事業や治山事業、各種用排水路の事業等に伴い設置される。

## 概要
流路工や連続した床固工の設置間隔が冗長となり、局所的な洗掘や護岸の吸い出しを受ける恐れのある箇所に設置する。形状は砂防堰堤に似るが、浸食防止機能を有するだけで良いことから、堤体の厚みは薄く落差も少ない。
外見上、背面に流水を貯留する空間を有さないこともあり、護岸と一体化した場合には、護岸の継ぎ目（縁切り）と見誤ることもある。